# Giovanni Battista Borea d'Olmo
Duca Giovanni Battista Borea d'Olmo, V marchese d'Olmo, soprannominato in ligure Düca Bacicìn (Genova, 11 ottobre 1831 – Sanremo, 19 ottobre 1936), è stato un nobile e politico italiano.
Fu senatore del Regno d'Italia nelle XXVI, XXVII e XXVIII legislatura. È a tutt'oggi il senatore più longevo del Parlamento italiano: morì otto giorni dopo aver compiuto 105 anni.

## Biografia
Nato a Genova nel 1831, figlio del marchese Michele Borea d'Olmo e dalla marchesa Anna Carrega, quindi discendente da due antiche casate liguri. Già da bambino entrò nell'ambiente di casa Savoia e divenne paggio d'onore di re Carlo Alberto.
Nel 1848 divenne anche socio della futura Società Geografica Italiana.
Nel 1854 si laureò in giurisprudenza all'Università di Genova; poco dopo si trasferì a Torino, allora capitale sabauda, e divenne segretario particolare di Cavour, per poi seguire la carriera diplomatica. Al momento del collocamento a riposo nel 1892, Umberto I lo nominò inviato straordinario e ministro plenipotenziario; in seguito, nel 1922, venne nominato da Vittorio Emanuele III senatore del regno. Alla corte sabauda divenne anche maestro delle cerimonie ed infine Prefetto di Palazzo.
Trascorse parte della sua vita anche a Sanremo e nel 1931, in occasione del centesimo compleanno, ricevette un albo d'onore con gli auguri di tutti i capifamiglia sanremesi, tra cui il poeta e critico letterario Francesco Pastonchi.
Morì a Sanremo a Palazzo Borea d'Olmo il 19 ottobre 1936 a 105 anni e 8 giorni e il 15 dicembre dello stesso anno venne ricordato con un discorso dal presidente del Senato del Regno Luigi Federzoni e dal ministro delle finanze Thaon di Revel con queste parole:
Inoltre, a partire dal 1885, fu anche delegato ministeriale della Croce Rossa Italiana.

## Ascendenza
|                                                        |  |                                                     | Genitori                                              |  |  | Nonni |  |  | Bisnonni                                                 |  |  | Trisnonni    |  |
|                                                        |  |                                                     |                                                       |  |  |       |  |  | Tomaso Giovanni Battista Borea d'Olmo, I marchese d'Olmo |  |  | Tomaso Borea |  |
|                                                        |  |                                                     |                                                       |  |  |       |  |  | Tomaso Giovanni Battista Borea d'Olmo, I marchese d'Olmo |  |  | Tomaso Borea |  |
|                                                        |  | Ottavia Camilla Ricci                               |                                                       |  |  |       |  |  | Tomaso Giovanni Battista Borea d'Olmo, I marchese d'Olmo |  |  |              |  |
| Tomaso Pier Francesco Borea d'Olmo, II marchese d'Olmo |  |                                                     |                                                       |  |  |       |  |  | Tomaso Giovanni Battista Borea d'Olmo, I marchese d'Olmo |  |  |              |  |
|                                                        |  | Livia Teresa Roverizio Pianavia                     | Giovanni Roverizio Pianavia, II conte di Roccasterone |  |  |       |  |  |                                                          |  |  |              |  |
|                                                        |  | Livia Teresa Roverizio Pianavia                     | Giovanni Roverizio Pianavia, II conte di Roccasterone |  |  |       |  |  |                                                          |  |  |              |  |
|                                                        |  | Livia Teresa Roverizio Pianavia                     | Domenica Bongiovanni                                  |  |  |       |  |  |                                                          |  |  |              |  |
| Pietro Michelangelo Borea d'Olmo, IV marchese d'Olmo   |  | Livia Teresa Roverizio Pianavia                     |                                                       |  |  |       |  |  |                                                          |  |  |              |  |
|                                                        |  | Pietro Michelangelo Sapia de Rossi, conte di Lincia |                                                       |  |  |       |  |  |                                                          |  |  |              |  |
|                                                        |  |                                                     |                                                       |  |  |       |  |  |                                                          |  |  |              |  |
|                                                        |  |                                                     |                                                       |  |  |       |  |  |                                                          |  |  |              |  |
| Costanza Clara Sapia de Rossi                          |  |                                                     |                                                       |  |  |       |  |  |                                                          |  |  |              |  |
|                                                        |  |                                                     |                                                       |  |  |       |  |  |                                                          |  |  |              |  |
|                                                        |  |                                                     |                                                       |  |  |       |  |  |                                                          |  |  |              |  |
|                                                        |  |                                                     |                                                       |  |  |       |  |  |                                                          |  |  |              |  |
| Giovanni Battista Borea d'Olmo, I duca d'Olmo          |  |                                                     |                                                       |  |  |       |  |  |                                                          |  |  |              |  |
|                                                        |  |                                                     |                                                       |  |  |       |  |  |                                                          |  |  |              |  |
|                                                        |  |                                                     |                                                       |  |  |       |  |  |                                                          |  |  |              |  |
|                                                        |  |                                                     |                                                       |  |  |       |  |  |                                                          |  |  |              |  |
| Giambattista Carrega, marchese                         |  |                                                     |                                                       |  |  |       |  |  |                                                          |  |  |              |  |
|                                                        |  |                                                     |                                                       |  |  |       |  |  |                                                          |  |  |              |  |
|                                                        |  |                                                     |                                                       |  |  |       |  |  |                                                          |  |  |              |  |
|                                                        |  |                                                     |                                                       |  |  |       |  |  |                                                          |  |  |              |  |
| Anna Maria Carrega                                     |  |                                                     |                                                       |  |  |       |  |  |                                                          |  |  |              |  |
|                                                        |  |                                                     |                                                       |  |  |       |  |  |                                                          |  |  |              |  |
|                                                        |  |                                                     |                                                       |  |  |       |  |  |                                                          |  |  |              |  |
|                                                        |  |                                                     |                                                       |  |  |       |  |  |                                                          |  |  |              |  |
|                                                        |  |                                                     |                                                       |  |  |       |  |  |                                                          |  |  |              |  |
|                                                        |  |                                                     |                                                       |  |  |       |  |  |                                                          |  |  |              |  |
|                                                        |  |                                                     |                                                       |  |  |       |  |  |                                                          |  |  |              |  |
|                                                        |  |                                                     |                                                       |  |  |       |  |  |                                                          |  |  |              |  |
|                                                        |  |                                                     |                                                       |  |  |       |  |  |                                                          |  |  |              |  |